# Pharnaces II của Pontos
Pharnaces II (trong tiếng Hy Lạp Φαρνάκης, mất năm 47 TCN) là vua của Pontus cho đến khi ông qua đời. Ông là con trai của đại đế Mithridates VI, một kẻ thù nổi tiếng của Cộng hòa La Mã. Pharnaces II là con trai út và con của vua Mithridates VI của Pontos với người vợ đầu tiên của mình, Nữ hoàng Laodice và là em gái của ông ta Ông được sinh ra và lớn lên ở Vương Quốc Pontos là mang tên trùng với tên ông cố nội Pharnace I của Pontos.

## Cuộc đời
Ông được nuôi dạy để trở thành người kế vị cha mình và đã tỏ ra rất khác biệt. Tuy nhiên, chúng ta biết rất ít về thời thanh niên của ông từ các nhà văn thời gian đó và ông lần đầu tiên được đề cập sau khi Mithridates đang lẫn trốn khỏi sự truy bắt của tướng La Mã Pompey trong chiến tranh Mithridates lần thứ ba.
Mithridates đã quan tâm đến việc tiến hành chiến tranh với người La Mã một lần nữa, nhưng con trai của ông ít quan tâm đến vấn đề này, và do đó bắt đầu một âm mưu loại bỏ cha ông khỏi quyền lực. Thật không may, kế hoạch của ông bị phát hiện, nhưng quân đội, không muốn giao chiến với Pompey và quân đội La Mã, đã ủng hộ Pharnaces. Họ đã hành quân đến chỗ Mithridates và buộc nhà vua cũ của mình phải tự sát.
Pharnaces nhanh chóng gửi một đại sứ tới chỗ Pompey chấp nhận điều kiện quy phục và con tin, ông chỉ quan tâm tới việc đảm bảo vị trí của mình. Ông cũng đã gửi cơ thể cha mình, để cho Pompey tùy quyền xử lý. Pompey ban cho Pharnaces Vương quốc Bosporan, và coi ông ta như người bạn và đồng minh của Rome.
Triều đại của Pharnaces lúc đầu là một khoảng lặng, nhưng cuối cùng, ông đã tham gia vào cuộc tranh chấp giữa những người La Mã, và với mục đích để khôi phục lại vương quốc của cha mình, ông tấn công và chinh phục các thành phố tự do của Phanagoria, vi phạm một trong các thỏa thuận của mình với Pompey.

## Chiến tranh với Caesar
Năm 49 trước Công nguyên, nội chiến nổ ra giữa Julius Caesar và Pompey. Trong khi người La Mã đã bị phân tâm bởi điều này, Pharnaces đã quyết định nắm bắt cơ hội, và cùng với các lực lượng dưới sự chỉ huy của mình và chống lại phe đối lập nhỏ, tự làm cho mình trở thành vua của Colchis và Lesser Armenia. Deiotarus, vua của Galatia kêu gọi Gnaeus Domitius Calvinus, người đại diện cho Caesar ở châu Á, để hỗ trợ, và ngay sau đó quân đội La Mã đã chiến đấu với Pharnaces. Họ đã gặp nhau ở Nicopolis ở Tiểu Á, Pharnaces đánh bại quân đội La Mã nhỏ và tiến vào Pontus.
Sau khi cho thấy sức mạnh chống lại những người La Mã, Pharnaces đã quay trở lại để đàn áp cuộc nổi dậy trong những vùng mới bị chinh phục bởi ông. 

## Gia đình
Mithridates VI vào đầu thế kỷ 1 trước Công nguyên, đã thành lập một liên minh với các bộ lạc Sarmatia  và có thể thông qua liên minh này, Pharnaces II có thể sau năm 77 TCN, đã kết hôn với một người phụ nữ Sarmatia không rõ tên. Người vợ của Pharances II là một người phụ nữ thuộc tầng lớp quý tộc Sarmatia, người có lẽ có thể là một công chúa, một người thân của một vị vua Sarmatian cầm quyền hoặc một quý tộc có ảnh hưởng của một số stator.
Pharnaces khoảng năm mươi năm tuổi khi ông qua đời, và ông đã trị vì trong gần mười sáu năm. Ông đã có một số người con trai, một người trong số họ, Darius, được đưa lên làm vua trong một thời gian ngắn bởi Mark Antony.
Con gái của Pharnaces, Dynamis đầu tiên kết hôn với tướng Asandros, họ có một con trai tên là Tiberius Julius Aspurgus. Asander cai trị như là vua Bosporos. Sau cái chết của Asandros, Dynamis buộc phải kết hôn với một kẻ cướp ngôi La Mã gọi là Scribonius nhưng người La Mã dưới quyền của Agrippa đã can thiệp và thiết lập Polemon I của Pontuslên thay ông ta. Dynamis và Polemon kết hôn trong năm 16 TCN và Dynamis mất vào năm 14 trước Công nguyên. Polemon cai trị cho đến khi ông mất trong năm 8 trước Công nguyên và sau đó Tiberius Julius Aspurgus, kế vị Polemon.